# Świadkowie Jehowy w Estonii
Świadkowie Jehowy w Estonii – społeczność wyznaniowa w Estonii, należąca do ogólnoświatowej wspólnoty Świadków Jehowy, licząca w 2023 roku 4110 głosicieli, należących do 54 zborów. W 2023 roku na dorocznej uroczystości Wieczerzy Pańskiej zebrało się 6719 osób. Działalność miejscowych Świadków nadzoruje Biuro Oddziału znajdujące się w Vantaa, w Finlandii. Biuro Krajowe i Biuro Tłumaczeń znajduje się w Tallinnie.

## Historia

### Początki
W trakcie pobytu w Stanach Zjednoczonych Martin Kose i jego brat Hugo zaznajomili się z wierzeniami Badaczy Pisma Świętego. W roku 1923 Martin Kose powrócił do Estonii i rozpoczął działalność kaznodziejską. Na jego starania pozytywnie zareagowała rodzina, a w późniejszych czasach jego syn Adolf Kose (1920–2004) został gorliwym głosicielem. W roku 1926 Joseph F. Rutherford skierował trzech Brytyjczyków: Alberta Westa, Percy’ego Dunhama i Jamesa Williamsa do krajów nadbałtyckich. William Dey, nadzorca Biura Północnoeuropejskiego w Danii, wyznaczył Alberta Westa do nadzorowania działalności w Estonii.
Przez krótki czas działalność kaznodziejską w Estonii prowadzili kolporterzy z Anglii, Niemiec i innych krajów, jednak z powodu trudności z przedłużaniem wiz nie mogli pozostać w kraju na dłużej. Ze względu na podobieństwo języków łatwiej do miejscowych warunków dostosowywali się kolporterzy z Finlandii.
W roku 1926 w niewielkim mieszkaniu w Tallinnie przy ulicy Kreutzwaldi 17 otwarto Biuro Oddziału. Sługą oddziału został Albert West. W tym samym roku wydano pierwsze publikacje biblijne w języku estońskim, tym broszurę „Miliony ludzi z obecnie żyjących nigdy nie umrą!” W 1928 roku literaturę biblijną zaczęła tłumaczyć Estonka, Hilda Ang. Zajmowała się tym przez dziesiątki lat. Pierwszą książką w języku estońskim była wydana w 1928 roku „Harfa Boża”. Przed II wojną światową wydano jeszcze siedem innych książek i broszur, ukazywało się także estońskie wydanie „Strażnicy”.

### Rejestracja działalności
W czerwcu 1928 roku w Biurze Oddziału zorganizowano pierwsze zgromadzenie w którym uczestniczyło 25 osób a 4 zostały ochrzczone. Rok później zgromadzenie pomogło przeprowadzić 80 głosicieli z Finlandii, którzy później wzięli udział w działalności kaznodziejskiej. W tym czasie w Estonii działało około 30 kolporterów. Rozpoczęto też działalność ewangelizacyjną na Saremie. W 1930 roku Albert West został skierowany do Biura Północnoeuropejskiego by wspierać Williama Deya jako jego sekretarz. W roli sługi oddziału estońskiego zastąpił go przybyły ze Szkocji Wallace Baxter (zm. 1994). W 1932 roku Biuro Oddziału przeniesiono na ulicę Suur Tartu 72 w Tallinie. 21 czerwca 1933 roku oficjalnie zarejestrowano Vahi-Torni Piibli ja Traktaatide Selts (Towarzystwo Biblijne i Traktatowe Strażnica) w Estonii.
W 1927 roku Albert West wygłosił przemówienie na antenie komercyjnej stacji radiowej pt. „Błogosławieństwa Millennium”, które było tłumaczone na język estoński. Audycja ta wzbudziła zarówno wielkie zainteresowanie jak też kontrowersje, dlatego do roku 1929 rozgłośnia nie nadawała audycji Towarzystwa Strażnica. Od tego roku w każdą niedzielę emitowano regularne audycje na które składały się wykłady w języku angielskim, estońskim, fińskim, rosyjskim, czasami w szwedzkim i niemieckim, oraz co najmniej raz w języku duńskim. Przemówienia te wzbudzały ogromne zainteresowanie. Na falach radiowych docierały do Norwegii, Danii, Szwecji, Finlandii i do Leningradu (obecnie Petersburg) w Związku Radzieckim. W samym roku 1932 wyemitowano jakieś 200 wykładów. W 1934 roku, w konsekwencji oskarżeń o rzekome związki Świadków Jehowy z komunizmem, rząd Estonii zakazał ich nadawania.

### Zakaz i okres II wojny światowej
W styczniu 1935 roku pod wpływem nazistowskich Niemiec oraz duchowieństwa nakazano konfiskatę broszury „Sprawiedliwy władca”. W tym samym roku minister spraw wewnętrznych Estonii zamknął oddział Towarzystwa Strażnica w Estonii, skonfiskował literaturę i zajął nieruchomość. W drugiej połowie lat 30. konfiskaty literatury religijnej zdarzały się często, co jednak nie powstrzymało działalności kaznodziejskiej.
W 1940 roku 27 głosicieli i 15 pionierów rozpowszechniło prawie 60 tysięcy publikacji. W tym też roku zorganizowano w Tallinnie zgromadzenie. Po dojściu do władzy w Estonii komunistów zagraniczni głosiciele ze względu na swoje bezpieczeństwo musieli opuścić kraj. Władze ponownie zamknęły Biuro Oddziału. Wallace Baxter został skierowany do Biura Oddziału w Australii. Działalność ewangelizacyjna niemal zamarła na blisko 20 lat. Nadzór nad konspiracyjną działalnością w północnej Estonii powierzono Martinowi Kose, a w południowej Friedrichowi Altpere. Obaj zajmowali się tym od roku 1940 do końca roku 1948 gdy zostali aresztowani. 
W 1942 roku za działalność kaznodziejską został aresztowany Jaan Pärrat. Oskarżono go o prowadzenie działalności wywrotowej i rozstrzelano. Większość głosicieli musiała się ukrywać by nie zostać wcielona do armii niemieckiej lub radzieckiej.

### Okres powojenny
W 1948 roku gdy aresztowano Martina Kose i Friedricha Altpere, utworzono Komitet Służby, w którym usługiwali Albert Kruus, Karl Talberg i Artur Indus a pomagał im Lembit Toom. Komitet ten cały czas działał w konspiracji. Ponieważ Lembit Toom mógł swobodnie podróżować odwiedzał grupy współwyznawców (po roku 1957 pomagał również w tłumaczeniu i drukowaniu literatury biblijnej). W tym okresie usługiwanie w zborach groziło utratą życia. Zdjęcia osób, których władze uważały za przywódców rozwieszano na dworcach kolejowych, a ich samych uważano za niebezpiecznych przestępców. W latach 1948–1951 aresztowano 72 Świadków Jehowy oraz ich sympatyków. Aresztowani otrzymywali wyroki bez rozprawy; jedynie byli informowani o wymiarze otrzymanej kary – od 5 do 12 lat więzienia lub łagru. Większość skazywano na 10 lat. Po zmianie prawa wyroki sięgały 25 lat więzienia. Mimo tej presji w tym samym okresie liczba głosicieli przekroczyła 100 osób.
22 września 1948 roku estońscy Świadkowie Jehowy wystosowali do władz radzieckich w Estonii oficjalny protest przeciw tym bezpodstawnym aresztowaniom. Opisano w nim ich organizację i cel działania oraz zażądano wypuszczenia więzionych współwyznawców. 16 grudnia 1948 roku wysłano kolejną skargę do Rady Sądu Najwyższego Estońskiej SRR, domagając się uniewinnienia i zwolnienia współwyznawców. Zarówno ta, jak i inne petycje są dostępne w archiwum miejskim Tallinna. 1 czerwca 1949 tamtejsi Świadkowie Jehowy wysłali listy skierowane do Nikołaja Szwernika, przewodniczącego Prezydium Rady Najwyższej oraz do Józefa Stalina, w których domagali się uwolnienia aresztowanych Świadków Jehowy i zaprzestania prześladowań. List do Szwernika, opatrzony pieczęcią rządową znajduje się w archiwach państwowych.
Na 24 lipca 1950 roku zaplanowano konspiracyjne zgromadzenie w ustronnym miejscu, w pobliżu miasteczka Otepää. Jednak o planach tych dowiedział się KGB i przygotował zasadzkę. Aresztowano 3 osoby. Gdy aresztowanie wyszło na jaw Świadkom Jehowy udało się ostrzec uczestników kongresu. Następnego dnia zgromadzenie, w którym uczestniczyło 115 osób przeprowadzono w innym miejscu. W programie zgromadzenia wykorzystano artykuły ze „Strażnic” otrzymanych z Niemiec. W Estonii zbory funkcjonowały w miejscowościach: Aravete, Otepää, Tallinn, Tartu i Võru.

### Operacja Północ
1 kwietnia 1951 roku w ramach Operacji Północ aresztowania objęły wszystkich Świadków Jehowy. W 19 miejscowościach aresztowano 382 głosicieli oraz członków ich rodzin (w tym 21 w Tallinie) i zesłano do łagrów na Syberii, głównie w rejon Tomska. Mienie aresztowanych zostało skonfiskowane. W trakcie podróży pociągiem na Syberię w trudnych warunkach zmarło co najmniej jedno dziecko i jedna starsza osoba. Do łagrów różnymi sposobami docierała literatura biblijna, którą najczęściej ręcznie powielano i ukrywano. Urządzano też potajemne zebrania. Niektórzy współwięźniowie z czasem zostali Świadkami Jehowy.
Niewielka grupka głosicieli uniknęła deportacji i działała w konspiracji. Na wolności pozostała też Fanny Hietala, fińska pionierka, która w 1930 roku przeniosła się do Estonii i nie opuściła kraju. W latach 50. działała ona jako kurierka, przewożąc mikrofilmy i korespondencję z Finlandii do Estonii. Estońskiej służbie bezpieczeństwa nigdy nie udało się przechwycić przesyłek z mikrofilmami. 
Po śmierci Stalina sytuacja w Związku Radzieckim zaczęła się zmieniać. W latach 1956 i 1957 współwyznawcy z całego świata skierowali do władz ZSRR setki petycji w sprawie zesłanych Świadków Jehowy. Uwięzionych w zakładach karnych estońskich Świadków Jehowy zwalniano na podstawie amnestii oraz pozwalano im powrócić do domu. Jednak część osób zesłanych w roku 1951 w ramach Operacji Północ zwolniono dopiero w roku 1965. I chociaż pozwolono im powrócić do Estonii musieli szukać nowych mieszkań, gdyż całe ich mienie zostało skonfiskowane. Co najmniej 27 estońskich Świadków Jehowy zmarło w więzieniu lub na zesłaniu. Wśród nich był Artur Indus, przed deportacją usługujący w estońskim Komitecie Służby. Friedrich Altpere, zmuszany na zesłaniu do ciężkich robót, na skutek wyczerpania zmarł krótko po odzyskaniu wolności.

### Powrót do Estonii
Po uwolnieniu Świadków Jehowy z zesłania służba bezpieczeństwa w dalszym ciągu starała się pozyskać wśród nich donosicieli. Pod koniec lat 50. i na początku lat 60. XX wieku w prasie oskarżano Świadków Jehowy o prowadzenie działalności kierowanej przez rząd Stanów Zjednoczonych oraz wysługiwanie się amerykańskim kapitalistom. W 1964 roku gdy Silver Silliksaar odmówił pełnienia służby wojskowej, został oskarżony o zdradę ojczyzny i skazany na karę więzienia. We wszystkich estońskich kinach wyświetlano propagandowy krótki film komunistyczne z jego procesu. Osoby odmawiające pełnienia służby wojskowej, trafiały zazwyczaj do więzień na dwa lub trzy lata. Jednak Jüri Schönberg, Taavi Kuusk i Artur Mikit zostali skazani dwukrotnie, a Artur Mikit w więzieniach spędził pięć i pół roku.
Na początku lat 60. fińskie Biuro Oddziału wyznaczyło Vilho Elorantę do utrzymywania systematycznych kontaktów z głosicielami w Estonii. Udało mu się nawiązać kontakt z Fanny Hietalą. Od tego czasu fińscy kurierzy udający turystów dwa, trzy razy w roku przekazywali korespondencję oraz literaturę na mikrofilmach do Estonii. Jednym z wielokrotnych kurierów był mieszkający w Stanach Zjednoczonych Hugo Kose junior, wnuk Martina Kose.
W roku 1967 do pomocy w zorganizowaniu działalności w Estonii wyznaczono Adolfa Kose. Z czasem powierzono mu większe obowiązki i zajmował się korespondencją i sprawozdaniami z Litwy, Łotwy, Karelii, Leningradu (dzisiejszy Petersburg) oraz Murmańska. Pomagał też w różnych miejscach zorganizować prace drukarskie. W późniejszym okresie zbory w Estonii i sąsiednich republikach radzieckich odwiedzali Viljard Kaarna, Lembit Toom i Silver Silliksaar. W czasie zakazu w leningradzkim parku odbyło się potajemne spotkanie członka Ciała Kierowniczego Lloyda Barry’ego oraz Viva Mouritza z fińskiego Biura Oddziału z Adolfem Kose, nadzorującym działalność w Estonii. Podczas tego spotkania udzielono mu wielu zachęt i przestróg.
W roku 1970 do Estonii zaczęli się przeprowadzać współwyznawcy z innych części ZSRR, gdzie doświadczali brutalniejszych prześladowań. Do usługiwania rosyjskojęzycznym głosicielom w Estonii wyznaczono Aleksandra Jewdokimowa. W roku 1972 w Tartu utworzono pierwszy zbór rosyjskojęzyczny, złożony z około 50 głosicieli. Rosyjskojęzyczne zbory w Estonii i Leningradzie pomagał organizować Nikołaj Dubowiński z Ukrainy, przed aresztowaniem członek Komitetu Kraju ZSRR, który w roku 1967 opuścił więzienie.
W latach 1970–1989 estońscy Świadkowie Jehowy zdobywali mikrofilmy ze „Strażnicą” w Rosji. Na miejscu konspiracyjnie drukowali również inne publikacje Świadków Jehowy. Mimo skromnych środków w podziemnych drukarniach wydrukowano w setkach egzemplarzy przeszło 20 książek. Zebrania i małe zgromadzenia urządzano przy okazji ślubów, które celowo nie były zbyt liczne. Niektóre z takich uroczystości trwały trzy lub cztery dni.

### Czas zmian
W roku 1986 w Związku Radzieckim rozpoczął się okres przebudowy ustrojowej nazwany pierestrojką. Na zaproszenie niektórych instytucji, Świadkowie Jehowy mogli zaprezentować swoje wierzenia w serii publicznych wystąpień. Jedno z takich przemówień Lembit Reile wygłosił w Sakala Center, głównym centrum konferencyjnym w Tallinie. Zapowiedź podała stacja radiowa dzięki czemu sala była pełna słuchaczy. Było to wielkie wydarzenie dla Świadków Jehowy, którzy w Estonii organizowali jedynie zebrania w małych grupkach, nigdy nie korzystali z mikrofonu ani nie stali na mównicy. Przez parę kolejnych lat wygłaszano wykłady publiczne do licznych grup zebranych w bibliotekach, szkołach i domach kultury.
Latem 1989 roku, grupie kilkunastu Świadków Jehowy w Estonii po raz pierwszy pozwolono uczestniczyć w kongresach międzynarodowych pod hasłem „Prawdziwa pobożność” zorganizowanym w Polsce. Rok później około 200 delegatów z Estonii otrzymało wizy i uczestniczyło w kongresach pod hasłem „Czysta mowa” w Finlandii. Część programu tłumaczono na język estoński, a z okazji zgromadzenia wydano publikacje w tym języku. Rozdzielono również dary pochodzące od współwyznawców z innych krajów przekazane w ramach pomocy humanitarnej. 
Od roku 1983 tłumaczeniem literatury biblijnej w kanadyjskim Biurze Oddziału na język estoński zajmował się Toomas Edur, były kanadyjski hokeista, który został Świadkiem Jehowy. Publikacje biblijne w tym języku udostępniano głównie Estończykom mieszkającym za granicą. W roku 1990 Toomasa Edura wraz z żoną Elizabeth zaproszono do fińskiego Biura Oddziału a wkrótce potem skierowano ich do Estonii by na miejscu tłumaczyli literaturę. Od stycznia 1991 roku estońska edycji „Strażnicy” zaczęła się ukazywać jako dwutygodnik, wydawany techniką czterobarwną równocześnie z wydaniem angielskim. Wydawanie literatury biblijnej w języku estońskim przejęło fińskie Biuro Oddziału. Równocześnie postanowiono wydać wcześniejsze numery z roku 1990. W roku 1990 w Estonii działalność kaznodziejską prowadziło przeszło 700 Świadków Jehowy.

### Legalizacja i dalszy rozwój

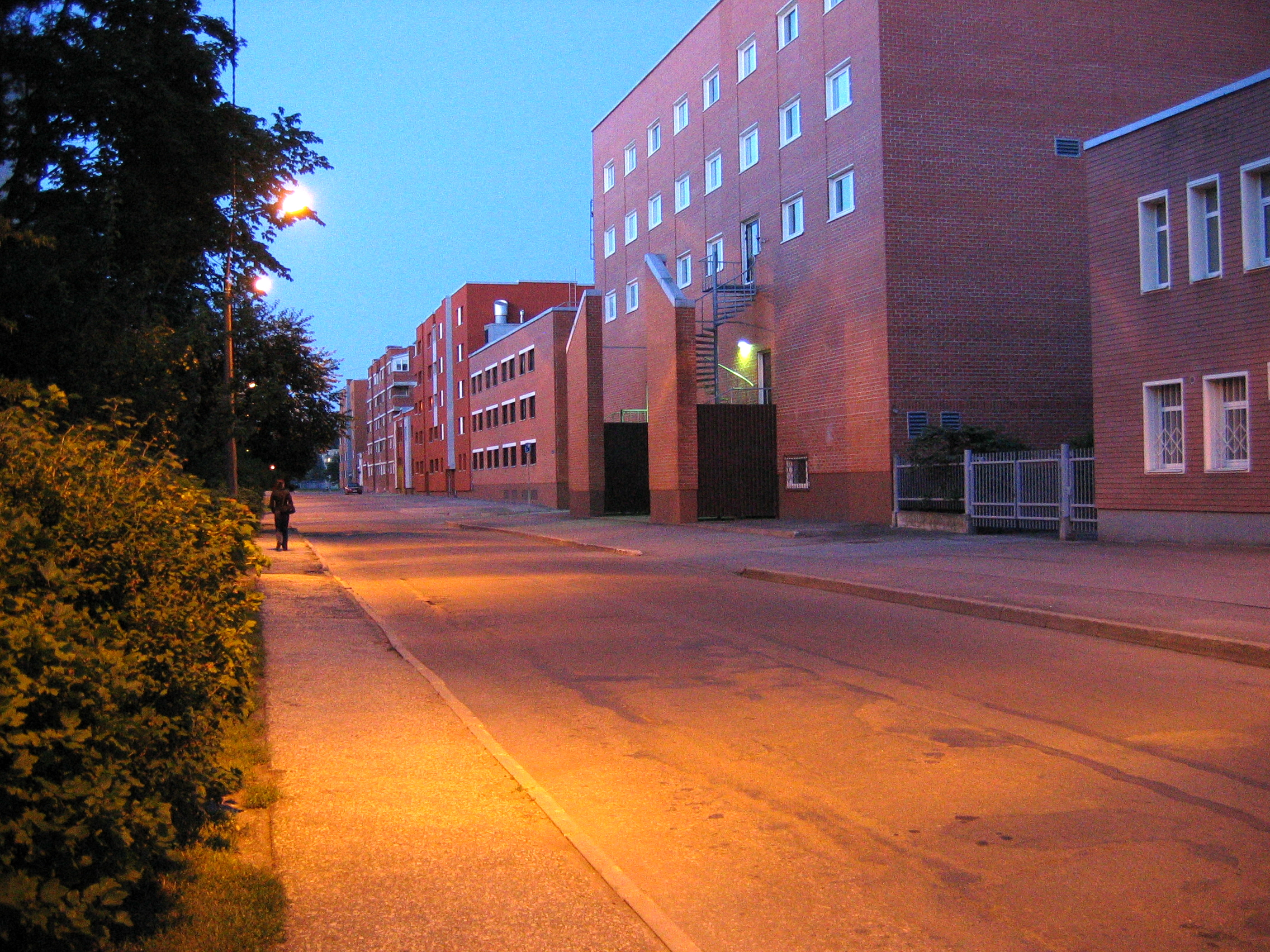
Biuro Krajowe w Tallinnie

13 i 14 lipca 1991 roku w Tallinnie zorganizowano pierwszy od 1940 roku kongres w Estonii. Odbył się on pod hasłem „Lud miłujący wolność”. Rosyjskojęzyczni Świadkowie Jehowy z północno-zachodnich rejonów Związku Radzieckiego, oraz z krajów nadbałtyckich i Królewca zgromadzili się w miejskiej sali koncertowej Linnahall. Natomiast w hali lodowiska Jäähall zebrało się ponad tysiąc osób mówiących po estońsku. Łączna liczba obecnych wyniosła 4808 osób, a 447 ochrzczono.
31 października 1991 roku działalność estońskich Świadków Jehowy została zarejestrowana prawnie. Kolejne potwierdzenia prawnej rejestracji działalności nastąpiły 15 czerwca 1994 roku gdy zarejestrowano Eesti Jehoova Tunnistajate Koguduste Liit (Stowarzyszenie Zborów Świadków Jehowy w Estonii). W 1992 roku skierowano do Estonii czworo misjonarzy, absolwentów Biblijnej Szkoły Strażnicy – Gilead oraz nadzorca podróżujący wraz z żoną z Kanady. Wiosną następnego roku przybyło 20 pionierów specjalnych z Finlandii oraz czworo misjonarzy. Z czasem przyjeżdżali kolejni misjonarze. Ponadto około 200 innych współwyznawców przeprowadziło się do tego kraju, by prowadzić działalność ewangelizacyjną na terenach gdzie Świadków Jehowy było niewielu lub nie było ich wcale.
Po zalegalizowaniu działalności zbory w Estonii zorganizowano w jeden obwód, który obejmował całą Estonię, Litwę, Łotwę i region Królewca. Zaliczało się do niego 46 zborów i 12 grup, posługujących się czterema językami. Do zadań nadzorcy obwodu należała również pomoc przy rejestrowaniu zborów na Litwie i Łotwie. Z czasem w samej Estonii utworzono cztery obwody. W roku 1995 nadzorcami obwodów byli między innymi Reino Kesk i Lauri Nordling.
Pierwsza sala zebrań, która była wykorzystywana przez wiele lat, została zbudowana w miasteczku Räpina w południowej Estonii. Po zalegalizowaniu działalności nastała pilna potrzeba wznoszenia Sal Królestwa. Biuro Projektowe fińskiego Biura Oddziału zaczęło projektować Sale Królestwa oraz obiekty biur oddziałów dla krajów nadbałtyckich. W 1993 roku w miejscowości Maardu w ciągu trzech miesięcy powstała pierwsza Sali Królestwa, w której na piętrze przygotowano kwatery dla czterech par misjonarzy. Burmistrz tego miasta przekazał nieodpłatnie na ten cel działkę budowlaną. Wkrótce powstawały następne Sale. W roku 2010 Świadkowie Jehowy posiadali 33 własne Sale, a w roku 1998 w Tallinnie i w Tartu powstały Sale Zgromadzeń. 
W czerwcu 1992 roku ponad 1000 estońskich głosicieli uczestniczyło w kongresie międzynarodowym pod hasłem „Nosiciele światła” w rosyjskim Petersburgu. W sierpniu 1996 roku w Tallinnie zorganizowano dwa kongresy międzynarodowe pod hasłem „Posłańcy pokoju Bożego”. Wzięli w nim udział Estończycy, Litwini, Łotysze i Rosjanie oraz przedstawiciele innych narodowości – łącznie delegaci z 15 krajów. W zgromadzeniu tym uczestniczyło pięciu członków Ciała Kierowniczego: Carey W. Barber, Milton G. Henschel, Teodor Jaracz, Albert D. Schroeder i Daniel Sydlik. Najwyższa liczba osób obecnych na kongresie wyniosła 11 311, a 501 ochrzczono. W roku 2006 ponad 300 estońskich delegatów uczestniczyło w kongresie specjalnym pod hasłem „Wyzwolenie jest blisko!” w Chorzowie.
W czasach, gdy Estonia była częścią Związku Radzieckiego, działalność kaznodziejska w kraju była nadzorowana przez niemieckie Biuro Oddziału. Po zalegalizowaniu działalności w Estonii i otworzeniu granic od roku 1992 nadzór przejęło fińskie Biuro Oddziału. W lutym 1994 roku ukończono pierwszą część kompleksu biurowego w Tallinnie. W tym też roku utworzono Komitet Kraju, w którym usługiwali: Toomas Edur, Reino Kesk i Lembit Reile. Komitet ten nadzorował działalność w trzech krajach nadbałtyckich, a sam podlegał  pod Biuro Oddziału w Finlandii. Ze względu na rosnące potrzeby w latach 1997 i 1999 rozbudowano istniejące obiekty. 1 marca 1999 roku Ciało Kierownicze przekształciło Komitet Kraju w estoński Komitet Oddziału. Do usługiwania zamianowano Toomasa Edura, Reino Keska (skierowanego później do Demokratycznej Republiki Konga), Lembita Reile oraz Tommiego Kauko. Rodzina Betel liczyła około 50 osób. W roku 2000, w Biurze Oddziału odbyły się zajęcia pierwszej klasy Kursu Usługiwania. 11 maja 2004 roku związek wyznaniowy ponownie został zarejestrowany. 14 czerwca 2007 roku Poczta Estońska wydała okolicznościowy znaczek, na którym widnieje data 1 kwietnia 1951 roku. Umieszczona na nim liczba 382 nawiązuje do deportowanych w tym dniu Świadków Jehowy z Estonii, ich dzieci, a nawet niektórych bliskich i sąsiadów niebędących ich współwyznawcami.
W roku 2010 działalność ewangelizacyjną w Estonii prowadziło 4268 głosicieli w 53 zborach (w tym 27 zborów rosyjskojęzycznych i cztery grupy, do których należała ponad połowa głosicieli w Estonii). 3 kwietnia 2010 roku zakończono rozbudowę Biura Oddziału. W 2013 roku estońskie Biuro Oddziału wraz z biurami z Litwy i Łotwy oraz z Finlandii zostały połączone w fińskim biurze w Vantaa w jeden oddział nadzorujący działalność około 29 tysięcy Świadków Jehowy.
9 lipca 2009 roku na kongresie okręgowym Świadków Jehowy pod hasłem „Czuwajcie!”, który się odbył w Tartu, członek Ciała Kierowniczego Guy H. Pierce ogłosił wydanie w języku estońskim „Chrześcijańskich Pism Greckich w Przekładzie Nowego Świata”. W tym samym roku delegacje z Estonii uczestniczyły w kongresie międzynarodowym w Poznaniu.
Na odbywającym się w dniach od 8 do 10 sierpnia 2014 roku kongresie pod hasłem „Szukajmy najpierw Królestwa Bożego!” w Tallinnie, ogłoszono wydanie „Pisma Świętego w Przekładzie Nowego Świata” w języku estońskim. Wersja ta została wytypowana do Nagrody Językowego Dokonania Roku 2014. Spośród 18 nominacji zajęła w finałowym głosowaniu trzecie miejsce.
W dniach 24–26 lipca 2015 roku na stołecznej A. Le Coq Arena odbył się kongres specjalny pod hasłem „Naśladujmy Jezusa!”. Program przedstawiono w językach estońskim i rosyjskim, a niektóre jego punkty również w języku angielskim oraz estońskim języku migowym. Latem 2019 roku delegacje z Estonii brały udział w kongresach międzynarodowych pod hasłem „Miłość nigdy nie zawodzi!” w Danii, Polsce, Kanadzie, Korei Południowej i Stanach Zjednoczonych.
Świadkowie Jehowy w Estonii należą do 55 zborów, zgromadzających się w 33 Salach Królestwa. Zebrania zborowe i kongresy odbywają się w języku estońskim, estońskim migowym (działalność w tym języku rozpoczęto w styczniu 1992 roku), angielskim i rosyjskim.

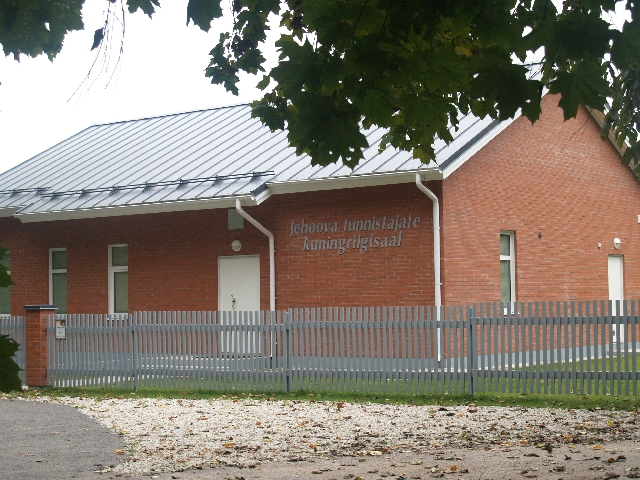
Sala Królestwa w Põltsamaa
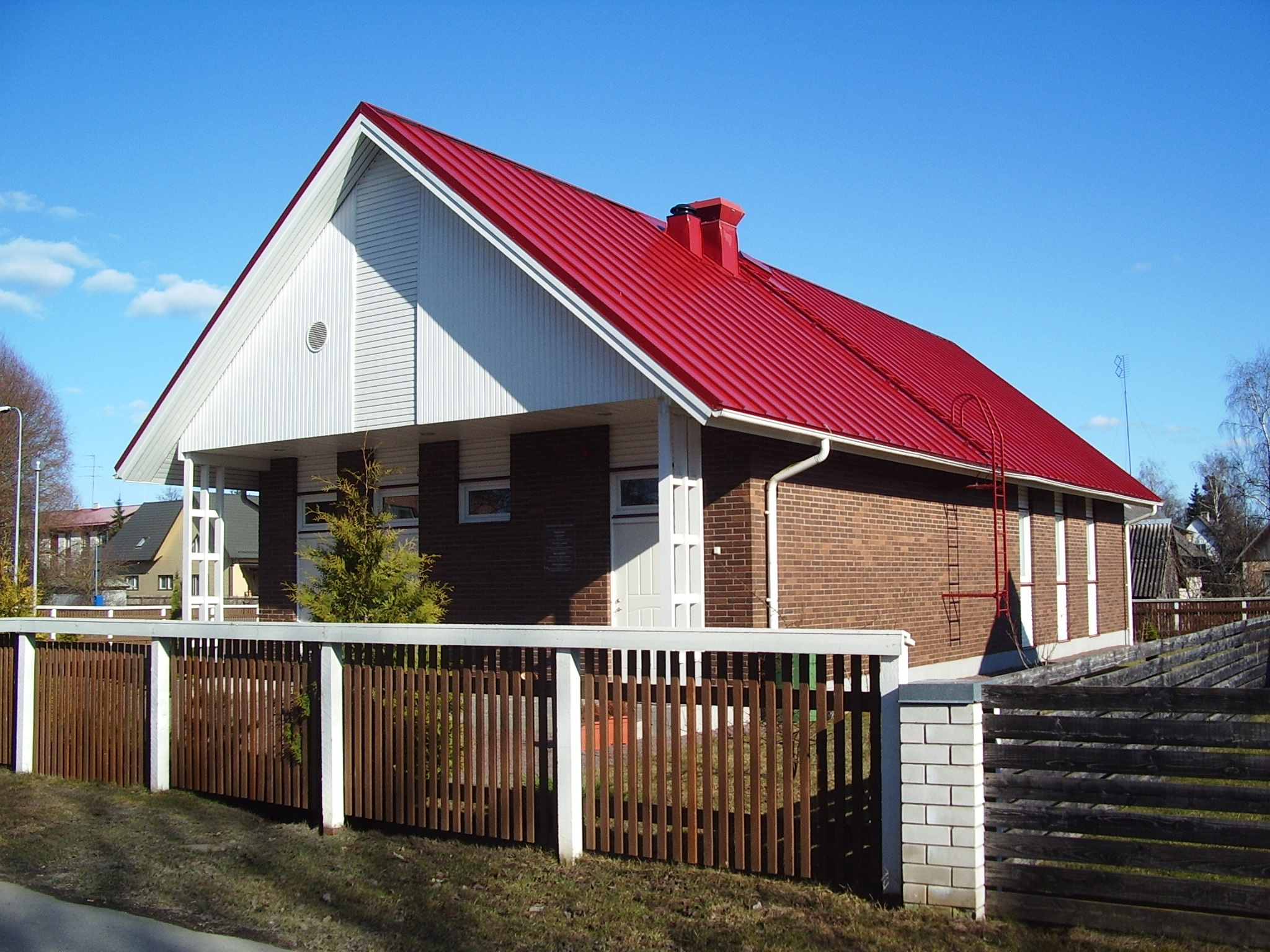
Sala Królestwa w Rapla
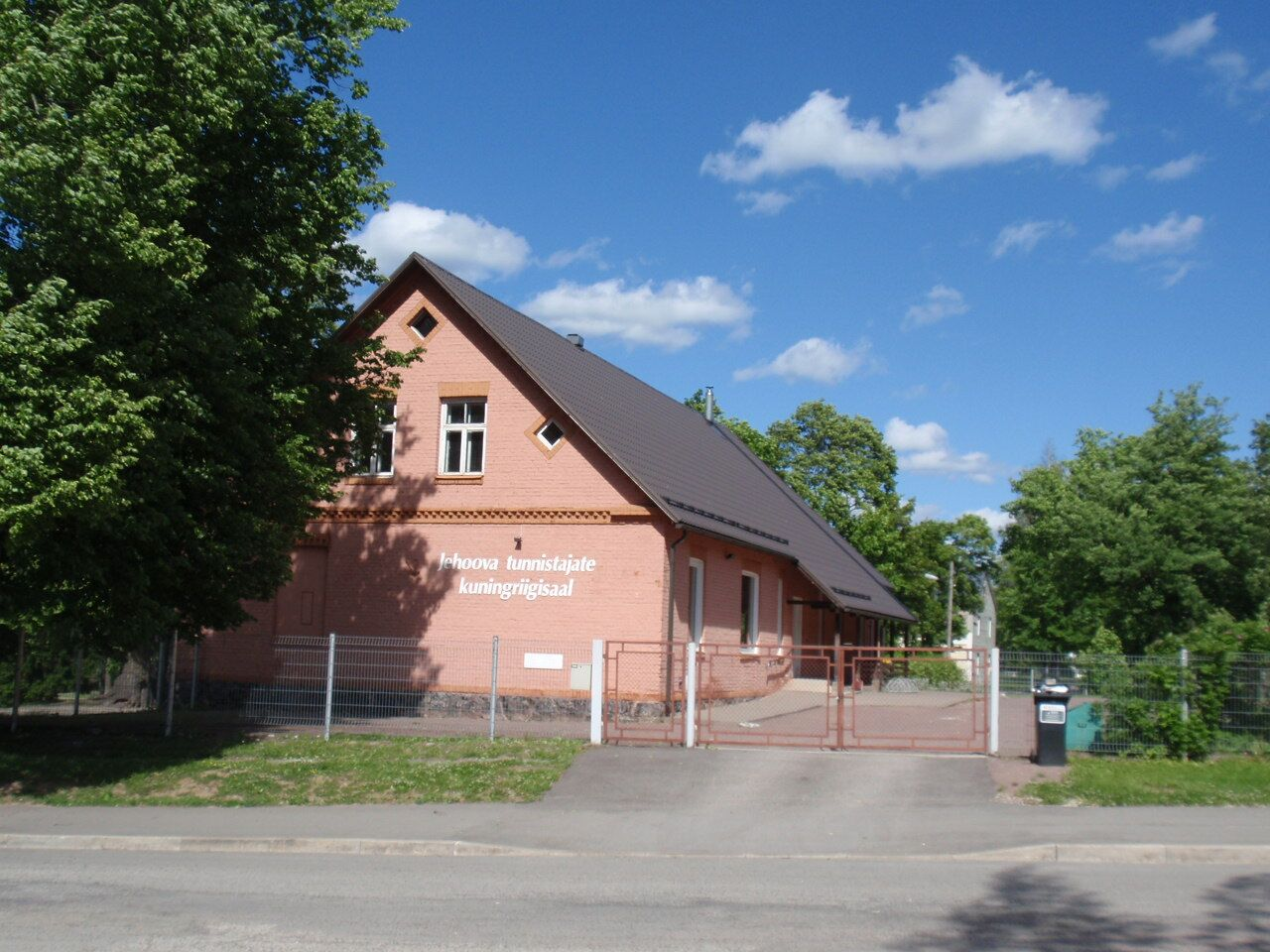
Sala Królestwa w Valga